# (46) Гестия
(46) Гестия (лат. Hestia) — тёмный астероид главного пояса, принадлежащий к тёмному спектральному классу C. Он был открыт 16 августа 1857 года английским астрономом Норманом Р. Погсоном в обсерватории Оксфорда, Англия и назван в честь Гестии, богини домашнего очага в древнегреческой мифологии. Это самый крупный астероид, входящий в состав семейства Гестии.

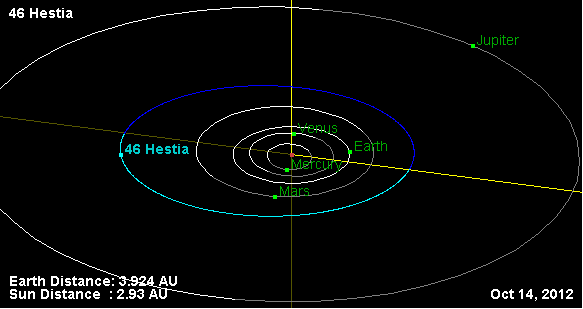
Орбита астероида Гестия и его положение в Солнечной системе

## Масса
В 2000 году Г. Михалак определил, что масса Гестии равна 3,5⋅1018 кг, что даёт плотность 3,18 г/см³. Прежняя оценка массы Гестии (Банге и Бек-Борсенбергер, 1997), основанная на возмущении астероида (19) Фортуна, при диаметре равном 124 км, давала цифру 2,1⋅1019 кг. При такой оценке массы плотность Гестии составляла бы невероятные 14 г/см³.